# Вікторія Грунчакова
Вікторія Кужмова (словац. Viktória Kužmová) — словацька професійна тенісистка, переможниця Відкритого чемпіонату США в парному розряді серед дівчат. 
Перший парний титул WTA Кужмова виборола на J&T Banka Prague Open 2019.

### Виступи у турнірах Великого шолома

#### Одиночний розряд
| Турнір           | 2017 | 2018 | 2019 | Усп   | В–П | %   |
| ---------------- | ---- | ---- | ---- | ----- | --- | --- |
| Australian Open  | A    | 1к   | 2к   | 0 / 2 | 1–2 | 33% |
| French Open      | К2   | 2к   |      | 0 / 1 | 1–1 | 50% |
| Wimbledon        | К3   | 1к   |      | 0 / 1 | 0–1 | 0%  |
| US Open          | 1к   | 1к   |      | 0 / 2 | 0–2 | 0%  |
| Виграші–Програші | 0–1  | 1–4  | 1–1  | 0 / 6 | 2–6 | 25% |

## Фінали турнірів WTA

### Пари: 2 (1 титул)
| Резкультат | В–П | Дата     | Турнір                               | Категорія   | Поверхня    | Партнерка       | Супротивниці                         | Рахунок          |
| ---------- | --- | -------- | ------------------------------------ | ----------- | ----------- | --------------- | ------------------------------------ | ---------------- |
| Поразка    | 0–1 | Лют 2019 | St. Petersburg Ladies' Trophy, Росія | Прем'єрний  | Хард (зала) | Ганна Калінська | Катерина Макарова Маргатита Гаспарян | 5–7, 5–7         |
| Перемога   | 1–1 | Тра 2019 | Prague Open, Чехія                   | Міжнародний | Ґрунт       | Ганна Калінська | Ніколь Меліхар Квета Пешке           | 4–6, 7–5, [10–7] |

## Фінали ITF

### Одиночний розряд: 21 (14 титулів)
| Легенда          |
| ---------------- |
| Турніри $100,000 |
| Турніри $75,000  |
| Турніри $50,000  |
| Турніри $25,000  |
| Турніри $15,000  |
| Турніри $10,000  |

| Фінали за покриттям |
| ------------------- |
| Тверде (8–6)        |
| Ґрунт (4–1)         |
| Трава (1–0)         |
| Килим (1–0)         |

| Результат | Дата            | Категорія | Турнір                          | Покриття | Опонент                    | Рахунок       |
| --------- | --------------- | --------- | ------------------------------- | -------- | -------------------------- | ------------- |
| Перемога  | 19 жовтня 2014  | $10,000   | Іракліон, Греція                | Тверде   | Барбара Гаас               | 6–4, 6–3      |
| Перемога  | 12 квітня 2015  | $10,000   | Іракліон, Греція                | Тверде   | Valentini Grammatikopoulou | 6–3, 6–4      |
| Перемога  | 10 травня 2015  | $10,000   | Анталія, Туреччина              | Тверде   | Alyona Sotnikova           | 6–3, 7–6(7–5) |
| Перемога  | 27 вересня 2015 | $10,000   | Шарм-еш-Шейх, Єгипет            | Тверде   | Freya Christie             | 7–6(7–4), 7–5 |
| Перемога  | 5 жовтня 2015   | $10,000   | Шарм-еш-Шейх, Єгипет            | Тверде   | Lu Jiaxi                   | 6–2, 6–1      |
| Поразка   | 7 лютого 2016   | $10,000   | Анталія, Туреччина              | Ґрунт    | Anne Schäfer               | 6–2, 2–6, 0–6 |
| Перемога  | 6 березня 2016  | $10,000   | Шарм-еш-Шейх, Єгипет            | Тверде   | Varvara Flink              | 4–6, 6–2, 6–1 |
| Поразка   | 10 квітня 2016  | $10,000   | Анталія, Туреччина              | Тверде   | Вікторія Томова            | 6–7(5–7), 2–6 |
| Перемога  | 2 липня 2016    | $10,000   | Баня-Лука, Боснія і Герцеговина | Ґрунт    | Manca Pislak               | 6–0, 6–1      |
| Перемога  | 10 липня 2016   | $10,000   | Ниш, Сербія                     | Ґрунт    | Mira Antonitsch            | 6–1, 6–2      |
| Перемога  | 18 вересня 2016 | $25,000   | Лаббок, США                     | Тверде   | Freya Christie             | 6–0, 7–5      |
| Поразка   | 1 жовтня 2016   | $25,000   | Брисбен, Австралія              | Тверде   | Lizette Cabrera            | 2–6, 4–6      |
| Поразка   | 15 жовтня 2016  | $25,000   | Кернс, Австралія                | Тверде   | Олівія Роговська           | 1–6, 5–7      |
| Поразка   | 26 лютого 2017  | $25,000   | Перт, Австралія                 | Тверде   | Destanee Aiava             | 1–6, 1–6      |
| Перемога  | 12 березня 2017 | $25,000   | Mildura, Австралія              | Трава    | Кеті Бултер                | 6–2, 6–4      |
| Поразка   | 9 квітня 2017   | $25,000   | Стамбул, Туреччина              | Тверде   | Вікторія Томова            | 4–6, 6–4, 2–6 |
| Перемога  | 22 липня 2017   | $25,000   | Імола, Італія                   | Килим    | Stefania Rubini            | 6–3, 6–3      |
| Поразка   | 12 серпня 2017  | $25,000   | Чизік, Велика Британія          | Тверде   | Віталія Дяченко            | 3–6, 4–6      |
| Перемога  | 18 березня 2018 | $60,000   | Шеньчжень, КНР                  | Тверде   | Анна Калинська             | 7–5, 6–3      |
| Перемога  | 20 травня 2018  | $100,000  | Трнава, Словаччина              | Ґрунт    | Вероніка Сепеде Ройг       | 6–4, 1–6, 6–1 |
| Перемога  | 15 червня 2018  | $100,000  | Будапешт, Угорщина              | Ґрунт    | Ekaterina Alexandrova      | 6–3, 4–6, 6–1 |

### Парний розряд (6–3)
| Легенда          |
| ---------------- |
| Турніри $100,000 |
| Турніри $75,000  |
| Турніри $50,000  |
| Турніри $25,000  |
| Турніри $15,000  |
| Турніри $10,000  |

| Фінали за покриттям |
| ------------------- |
| Тверде (6–1)        |
| Ґрунт (0–2)         |
| Трава (0–0)         |
| Килим (0–0)         |

| Результат | Ранг | Дата            | Категорія | Турнір                          | Покриття   | Партнер            | Опоненти                                       | Рахунок                    |
| --------- | ---- | --------------- | --------- | ------------------------------- | ---------- | ------------------ | ---------------------------------------------- | -------------------------- |
| Поразка   | 1.   | 23 березня 2015 | $10,000   | Іракліон, Греція                | Тверде     | Petra Rohanová     | Valentini Grammatikopoulou Анастасія Комардіна | 5–7, 2–6                   |
| Перемога  | 1.   | 12 жовтня 2015  | $10,000   | Іракліон, Греція                | Тверде     | Raluca Șerban      | Steffi Distelmans Kelly Versteeg               | 6–2, 6–0                   |
| Перемога  | 2.   | 26 січня 2016   | $10,000   | Анталія, Туреччина              | Тверде     | Petra Uberalová    | Ліна Гьорчеська Ioana Loredana Rosca           | 7–6(7–3), 6–7(6–8), [10–5] |
| Поразка   | 2.   | 27 червня 2016  | $10,000   | Баня-Лука, Боснія і Герцеговина | Ґрунт      | Julia Stamatova    | Barbara Kötelesová Manca Pislak                | 7–6(7–5), 4–6, [5–10]      |
| Поразка   | 3.   | 15 серпня 2016  | $10,000   | Словенска Люпча, Словаччина     | Ґрунт      | Barbara Kötelesová | Петра Крейсова Chantal Škamlová                | 2–6, 1–6                   |
| Перемога  | 3.   | 3 жовтня 2016   | $25,000   | Тувумба, Австралія              | Тверде     | Dalma Gálfi        | Габріела Се Tereza Mihalíková                  | 6–4, 7–6(7–4)              |
| Перемога  | 4.   | 17 вересня 2017 | $25,000   | Батумі, Грузія                  | Тверде     | Їсалін Бонавентюре | Татія Мікадзе Sofia Shapatava                  | 6–1, 6–3                   |
| Перемога  | 5.   | 17 березня 2018 | $60,000   | Шеньчжень, КНР                  | Тверде     | Анна Калинська     | Данка Ковініч Wang Xinyu                       | 6–4, 1–6, [10–7]           |
| Перемога  | 6.   | 31 березня 2018 | $60,000   | Croissy-Beaubourg, Франція      | Тверде (i) | Анна Калинська     | Петра Крейсова Jesika Malečková                | 7–6(7–5), 6–1              |

## Юніорські фінали турнірів Великого шолома

### Одиночний розряд: 1 фінал
| Результат | Рік  | Турнір                           | Покриття | Супротивниця | Рахунок  |
| --------- | ---- | -------------------------------- | -------- | ------------ | -------- |
| Поразка   | 2016 | Відкритий чемпіонат США з тенісу | Тверде   | Кейла Дей    | 3–6, 2–6 |

### Парний розряд
| Результат | Рік  | Турнір                           | Покриття | Партнерка            | Супротивниці                      | Рахунок  |
| --------- | ---- | -------------------------------- | -------- | -------------------- | --------------------------------- | -------- |
| Перемога  | 2015 | Відкритий чемпіонат США з тенісу | Тверде   | Олександра Поспєлова | Анна Калинська Анастасія Потапова | 7–5, 6–2 |